# Gewente

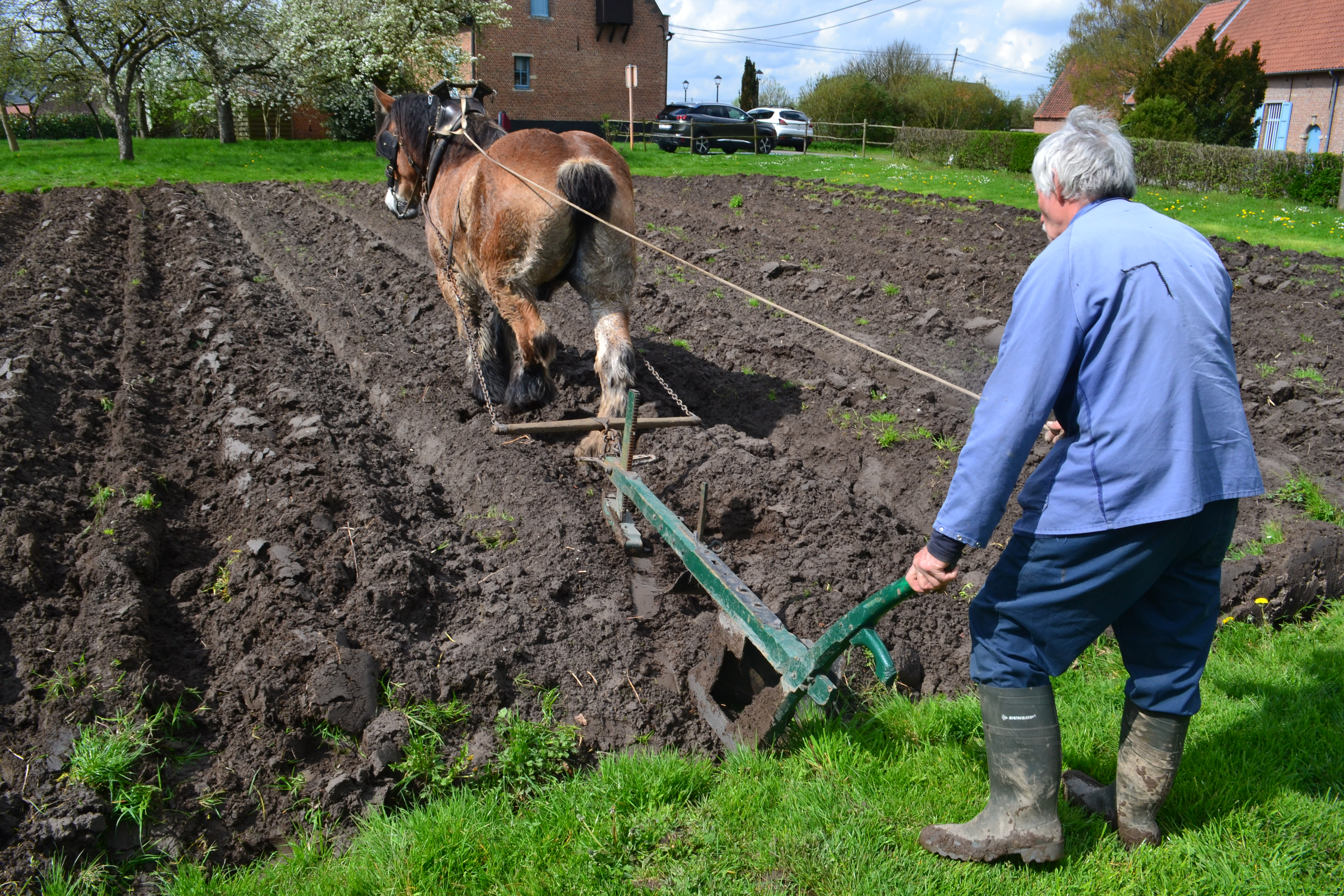
Het ploegen van de voren langs de gewenten in 't Grom, Sint-Katelijne-Waver.

Een gewente is een verhoogd groentebed, karakteristiek voor de Vlaamse landbouw in het algemeen en de Mechelse groentestreek in het bijzonder. Gewenten gaan zij aan zij met voren, geploegde groeven, welke dienen voor afwatering en als werkruimte.

## Beschrijving

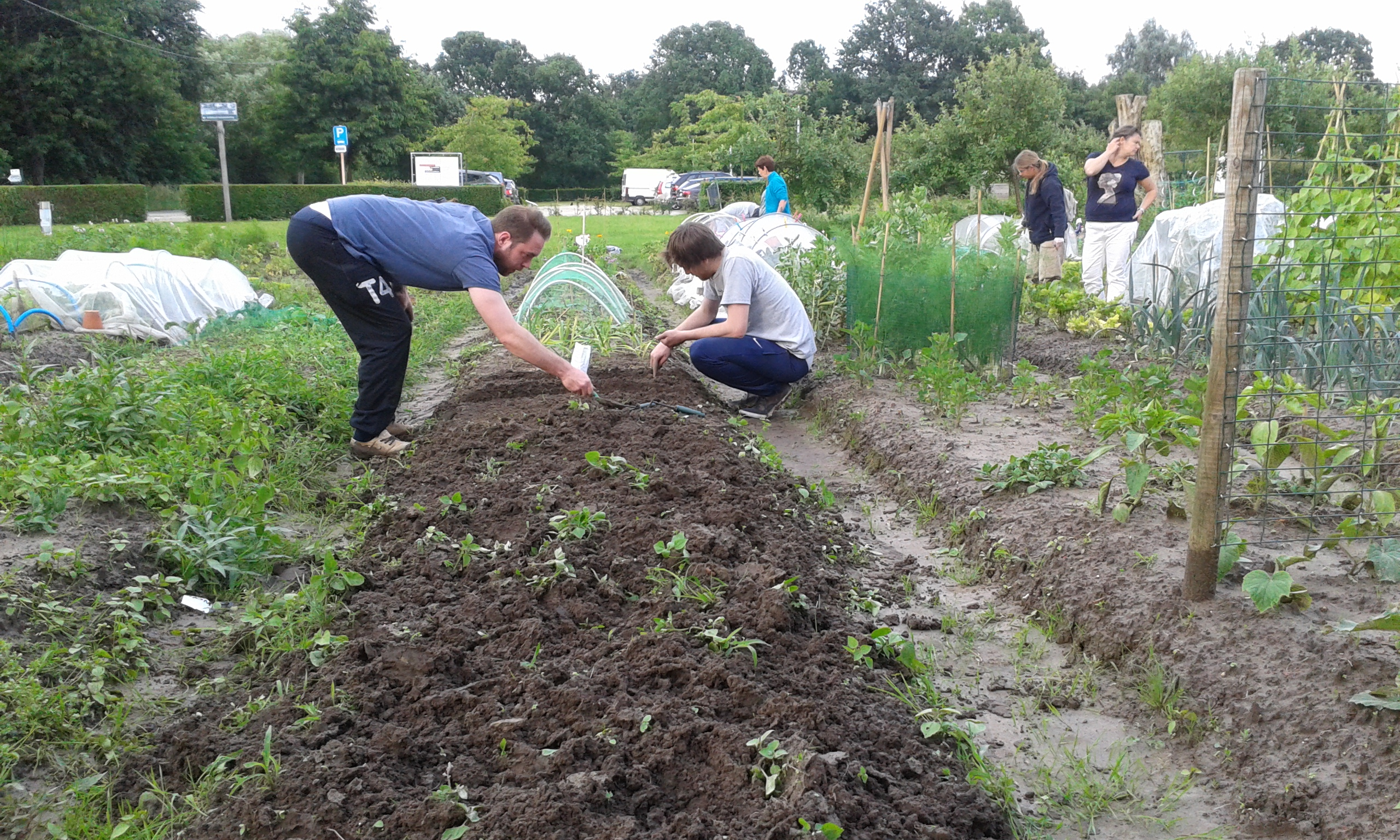
Volkstuinieren in Samentuin 't Grom.

Een gewente is 40 cm hoog en ca 1,70 meter breed. De breedte kan variëren afhankelijk van de bebouwer en middelen waarmee de gewenten en voren aangelegd worden (met de hand, paard en ploeg of machinaal). De gewente wordt aan de bovenkant afgevlakt.
In de land- en tuinbouw met gewenten wordt zoveel mogelijk vanuit de voren gewerkt om de groentebedden te sparen. Deze groentebedden worden voor de vollegrondsteelt gebruikt, welke in de Mechelse groentestreek vooral de bloemkool en aardappel betreft.
Het gewente is ideaal voor zware grond zoals klei omdat het zorgt dat het water goed afloopt en de plantenwortels in permanente vocht blijven staan. De schuine randen van het gewente dragen bij aan versnelde opwarming van de aarde. Hoewel in principe bovenop de gewenten geplant wordt, kan dit ook op de zijkanten. Dit verruimt de mogelijkheden voor combinatieteelt en maakt de tuinbouw met gewenten ook een interessante techniek voor biologische landbouw.

## Historische ontwikkeling

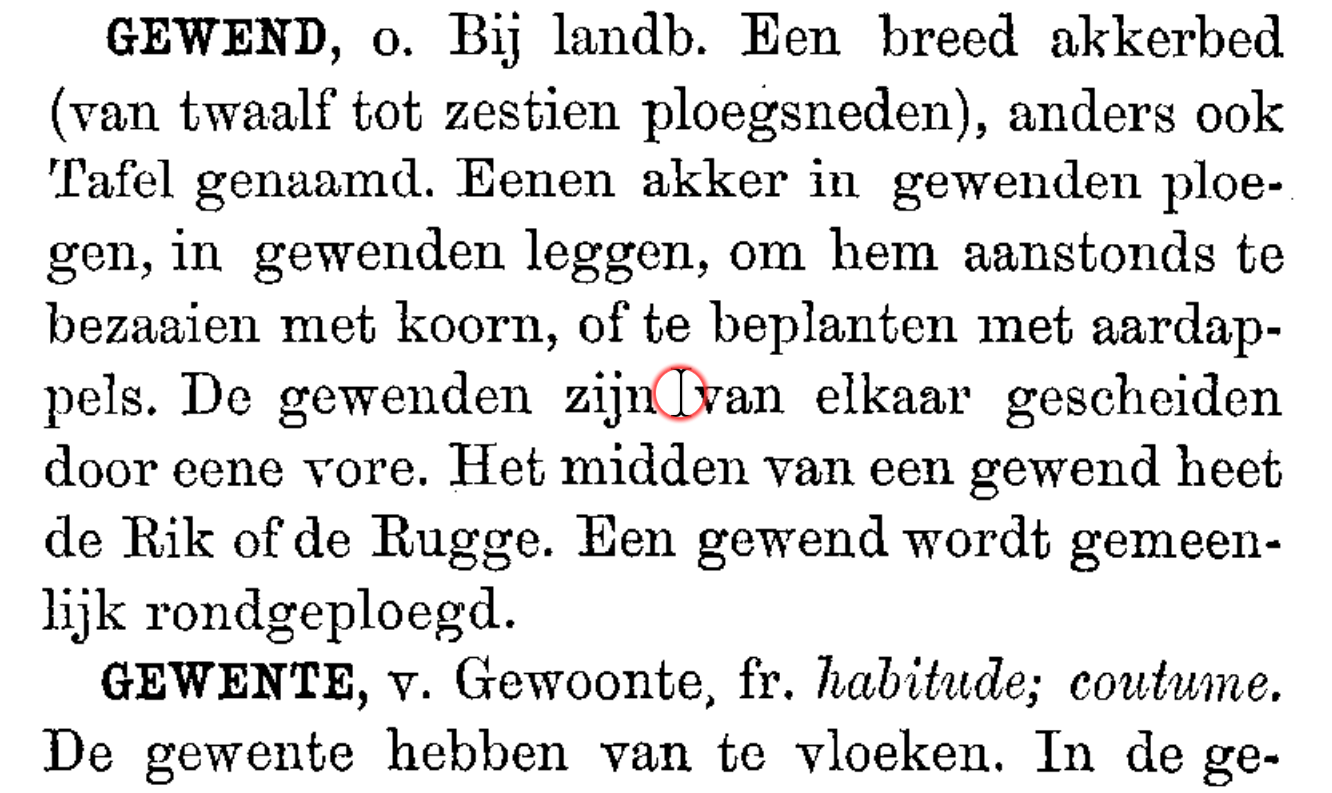
Gewend en gewente in het Westvlaamsch Idioticon van Leonard Lodewijk De Bo, uitgegeven in 1873

Het gewente of gewend, zoals het ook gespeld werd, is verbonden met de geschiedenis van de ploeg. Een boer die een vlakke akker enigszins egaal wilde houden, moest tot aan de komst van de wentelploeg over de lengte van de akker teruglopen met zijn paard, om van daaraf weer een vore te kunnen ploegen. Een ploeg werkt immers de grond opzij naar een kant. Zou de boer eenvoudig aan de buitenkant van de akker beginnen en vandaar af naar het midden ploegen, het zogenaamde rondploegen, dan zou er een bolakker ontstaan, met in het midden een ophoping en aan de zijkant een laagte. Dit type kwam overigens veel voor, het heeft zeker voordelen.
Bij het gewente werd van de nood op andere wijze een deugd gemaakt, en wel door het rondploegen van stroken van twaalf tot zestien ploegsneden. Verwijzend naar dit wenden werd zo'n strook een gewend genoemd. De verhoging, aangeduid als rik of rugge, werd dan benut voor de teelt, de vore kwam van pas als loopruimte en om water af te voeren.
Van oudsher werden in Vlaanderen vooral het Belgische trekpaard en de ploeg gebruikt voor het ploegen van de voren en daarmee de vorming van gewenten. Voren geploegd met het paard liggen meestal op een afstand van 1,4 tot 1,6 meter van elkander, hetgeen de breedte van het gewente bepaalt.
In de loop van de tijd zijn op het tuinbouw met gewenten toegespitste landbouwwerktuigen ontwikkeld, zoals de autokar in de dertiger jaren van de twintigste eeuw. Het paard kon a-centrisch voor deze kar gespannen worden en liep dan door de voren, terwijl de kar op hoge wielen over de gewenten met gewassen bewoog zonder daaraan schade te berokkenen, omdat de wielen door de voren aan weerszijden van het gewent rolden.
Na de Tweede Wereldoorlog werd gedurende de landbouwmechanisatie het paard overbodig omdat mede de ezel en de kat zijn taken overnamen. De mechanisatie maakte het tevens mogelijk de voren verder uit elkaar te ploegen en zodoende bredere gewenten te verkrijgen.

## In de literatuur
Gewenten en voren zijn dermate deel van de Vlaamse cultuur dat zelfs de literatuur ernaar verwijst:
We schuiven door 't land rond Rijsel. (...) Velden en nog velden, eentonig aaneengereekt, zonder haag of kant of boorn er tusschen. Ze liggen niet in regelmatige gewenten met voren, als meestal bij ons, maar in groote effen lappen, met smalle voorlijntjes, als bewerkt met een reusachtige hark.
 Vital Celen (1927)